# Isola Schwanau
L'isola lacustre Schwanau è situata nel Lago di Lauerz e fa parte del comune di Lauerz nel Canton Svitto.